# Алелюхин, Алексей Васильевич
Алексе́й Васи́льевич Алелю́хин (30 марта 1920, Кесова Гора, Кашинский уезд, Тверская губерния, РСФСР — 29 октября 1990, Москва, СССР) — советский лётчик-ас истребительной авиации, дважды Герой Советского Союза (24.08.1943, 01.11.1943). Один из ведущих асов истребительной авиации 8-й воздушной армии в годы Великой Отечественной войны. Генерал-майор авиации (08.11.1971).

## Начальная биография
Алексей Алелюхин родился 30 марта 1920 года в селе Кесова Гора (ныне Кесовогорского района Тверской области) в семье рабочего-железнодорожника. Окончив школу-семилетку в родном селе в 1936 году, уехал в Москву и работал на Московской фабрике канцелярских товаров, одновременно учился в планёрной школе.

## Военная служба
В Красной Армии с января 1938 года. Призван Мытищинским РВК Московской обл. Окончил Борисоглебскую военную авиационную школу имени В. П. Чкалова в 1939 году. Служил в 69-м истребительном авиационном полку ВВС Одесского военного округа. В июне-июле 1940 года участвовал в походе РККА в Бессарабию.

### Великая Отечественная война
Принимал участие в Великой Отечественной войне с начала войны, сражаясь на самолёте И-16 в составе 69-го истребительного авиационного полка. Участвовал в приграничных сражениях в Молдавии и в обороне Одессы, летал на истребителе И-16. В бою 2 сентября 1941 года был легко ранен в ногу. Первую воздушную победу одержал 3 октября 1941 года, сбив румынский истребитель PZL P.24 у села Дальник под Одессой. Приказом войскам Южного фронта № 016 от 5 декабря 1941 года был награждён своей первой наградой — орденом Красного Знамени — за 83 боевых вылета в июне-октябре 1941 года.
В октябре 1941 года 69-й ИАП, в котором служил Алексей Алелюхин, был выведен на Закавказский фронт (Кировобад) и перевооружён на новые истребители ЛаГГ-3. В марте 1942 полку одному из первых в советских ВВС было присвоено гвардейское звание и он стал именоваться 9-м гвардейским истребительным авиационным полком. Вновь с полком Алексей прибыл на фронт в июне 1942 года, вступив в бой в составе 268-й истребительной авиационной дивизии 8-й воздушной армии Юго-Западного фронта.
Участвовал в Сталинградской битве. В воздушном бою 30 июля 1942 года ранен в ногу и спину. Летом 1942 года одержал две личные воздушные победы. С октября по декабрь 1942 года полк вновь находился в тылу, переучиваясь на истребители Як-1. После возвращения на новых машинах на фронт, в начале 1943 года, талант воздушного бойца Алексея Алелюхина раскрылся во всей полноте. Начиная с февраля 1943 года он одерживал одну победу за другой. В феврале 1943 года к востоку от Ростова-на-Дону Алелюхин встретил в небе немецкого аса Баркхорна (второго по результативности лётчика Люфтваффе).
К началу апреля 1943 года командир эскадрильи 9-го ГИАП (6-я гвардейская истребительная авиационная дивизия, 8-я воздушная армия, Южный фронт) гвардии капитан Алелюхин выполнил 265 боевых вылетов, провёл 65 воздушных боёв, в которых лично сбил 11 самолётов противника и 6 в группе.
Указом Президиума Верховного Совета СССР от 24 августа 1943 года за «образцовое выполнение боевых заданий командования на фронте борьбы с немецкими захватчиками и проявленные при этом отвагу и геройство» гвардии капитану А. В. Алелюхину присвоено звание Героя Советского Союза c вручением ордена Ленина (№ 14948) и медали «Золотая Звезда» (№ 1135).
Особенно результативным стал для аса период с июня по август 1943 года, когда он одержал 13 личных воздушных побед. С августа 1943 по май 1944 года воевал на американском истребителе P-39 Aircobra. Отличился в Миусской и Донбасской наступательных операциях на Южном фронте. Во время Мелитопольской операции в одном из боёв в октябре 1943 года девятка истребителей под командованием Алелюхина атаковала 50 бомбардировщиков противника, шедших под прикрытием истребителей. Советские лётчики, сбив ведущие самолёты, расстроили боевой порядок самолётов противника.
К 27 октября 1943 года выполнил 410 боевых вылетов, провёл 58 боевых штурмовок, участвовал в 114 воздушных боях, в которых лично сбил 26 самолётов врага (по данным наградного листа все эти победы были указаны как личные, фактически — 20 было сбито лично и 6 в группе). Отличился в боях при освобождении Донбасса.
До конца войны сражался в том же полку. Участвовал в Крымской, Гумбиннен-Гольдапской, Восточно-Прусской, Берлинской наступательных операциях. Окончил войну заместителем командира 9-го гвардейского истребительного авиаполка. Кроме командной работы, продолжал и участвовать в боях (хотя и не столь интенсивно, как в первый период войны). Так, за 1944 год одержал две личные победы в воздухе (впрочем, в этом году полк 6 месяцев находился в тылу, переучиваясь на истребители Ла-7). 26 марта 1945 года в бою в небе Восточной Пруссии, атаковав четвёрку самолётов противника, лично сбил два самолёта Fw-190. А свою последнюю победу одержал в небе над Берлином 12 апреля 1945 года, сбив Fw-190.
За время войны Алелюхин совершил 601 боевой вылет. По широко распространённым в публикациях советского времени данным, провёл 258 воздушных боёв, лично уничтожил 40 вражеских самолётов и ещё 17 — в составе группы. Но по данным российского исследователя М. Ю. Быкова, подтверждёнными является данные об участии А. Алелюхина в 123 воздушных боях, в которых он сбил лично 28 самолётов и 6 в составе группы. Есть и третий вариант — 32 воздушные победы (все одержаны лично).

### Послевоенная служба
Продолжил службу на командных должностях в ВВС СССР, после Победы с июня по июль 1945 года временно исполнял должность командира 9-го гвардейского истребительного авиационного полка (который находился тогда в Германии), затем направлен учиться в академию. В 1948 году окончил Военную академию имени М. В. Фрунзе. С марта 1949 года служил заместителем командира 151-й истребительной авиационной дивизии. Освоил реактивный истребитель МиГ-15. В октябре 1950 года вместе с дивизией был переброшен из Московского военного округа в Китайскую Народную Республику, а с ноября по декабрь 1950 года — участвовал в Корейской войне, где его дивизия вела боевые действия против авиации США над территорией Северной Кореи. Личных побед в воздушных боях не имел. В декабре дивизия была отведена обратно в Китай и занималась противовоздушной обороной промышленных центров и подготовкой китайских и корейских лётчиков.
С ноября 1950 по март 1952 года — командир 28-й истребительной авиационной дивизии, которая также принимала участие в Корейской войне до замены на другое соединение в феврале 1951 года. С марта по ноябрь 1952 года служил начальником отдела в Управлении лётной службы и воздушного права Главного штаба ВВС. Затем убыл учиться в академию.
В 1954 году окончил Высшую военную академию имени К. Е. Ворошилова. С декабря 1954 года находился на преподавательской работе в Военно-воздушной академии в Монино: заместитель начальника кафедры тактики истребительной авиации и ПВО, с января 1956 — заместитель начальника кафедры методики боевой подготовки. С мая 1961 года — начальник штаба 95-й истребительной авиационной дивизии Белорусского военного округа (управление дивизии в г. Щучин, Гродненская область). С августа 1963 года — начальник разведки ВВС Московского военного округа. С мая 1970 — заместитель начальника штаба 26-й воздушной армии (Белорусский ВО). С октября 1974 года — заместитель начальника штаба ВВС Московского военного округа по показам авиационной техники, с июля 1980 — заместитель начальника штаба ВВС Московского военного округа.

### В отставке

Могила Алелюхина на Новодевичьем кладбище Москвы.

В августе 1985 года генерал-майор авиации А. В. Алелюхин уволен в отставку. Жил в Москве.
Умер 29 октября 1990 года в Москве. Похоронен на Новодевичьем кладбище.

## Воинские звания
- младший лейтенант (05.11.1939),
- лейтенант (08.09.1941),
- старший лейтенант (19.10.1942),
- капитан (22.03.1943),
- майор (25.03.1944),
- подполковник (13.04.1948),
- полковник (20.10.1950),
- генерал-майор авиации (08.11.1971).

## Награды
- Две медали «Золотая Звезда» Героя Советского Союза (24.08.1943 — знак № 1135, 01.11.1943 — знак № 17)
- Два ордена Ленина (10.02.1942, 24.08.1943)
- Три ордена Красного Знамени (05.11.1941, 01.08.1943, 20.04.1945)
- Орден Суворова 3-й степени (08.10.1943)
- Орден Александра Невского (14.07.1943)
- Орден Отечественной войны 1-й степени (11.03.1985)
- Орден Трудового Красного Знамени (22.02.1968)
- Два ордена Красной Звезды (22.09.1942, 30.04.1954)
- Орден «За службу Родине в Вооружённых Силах СССР» 3-й степени (30.04.1975)
- Медаль «За боевые заслуги» (15.11.1950)
- Медаль «За оборону Сталинграда»
- Медаль «За оборону Одессы»
- Другие медали СССР
- Орден Труда (КНДР)[12]

## Воспоминания
- Эскадрилья атакует // Битва за Сталинград. — 4-е изд. — Волгоград: Нижне-Волжское книжное издательство, 1973. — С. 242—245. — 593 с.

## Память
- Бронзовые бюсты установлены на родине в пос. Кесова Гора (1953, скульптор М. П. Оленин) и в Борисоглебске (2015).
- Его именем названы улица и школа в родном поселке Кесова Гора, улица во Львове.
- Бюст на Аллее Героев в Мелитополе.